# Airport '75
Airport '75 (Airport 1975) è un film del 1974 diretto da Jack Smight e tra gli altri interpretato da Charlton Heston, Karen Black e George Kennedy.
Sull'onda del genere catastrofico, molto in voga agli inizi degli anni settanta, è il seguito di Airport (1970) e secondo di quattro film della serie di pellicole iniziata con Airport.

## Trama
Un jumbo jet (un Boeing 747-123), con oltre 120 passeggeri a bordo, è in volo notturno da Washington a Los Angeles. A causa delle cattive condizioni meteorologiche lungo la costa californiana, la rotta dell'aereo viene dirottata sull'aeroporto di Salt Lake City. Contemporaneamente anche un piccolo aereo privato (un Beechcraft A55-95 Baron) viene ugualmente indirizzato a Salt Lake, e finisce per incrociare a diversa altezza la rotta del 747. Improvvisamente il pilota dell'aereo privato viene colpito da un infarto, morendo poco dopo. Il piccolo velivolo, oramai senza controllo, finisce così per schiantarsi parzialmente contro la cabina di pilotaggio del Jumbo.
Muoiono sul colpo il secondo pilota, risucchiato attraverso lo squarcio creato dall'impatto, e il tecnico alle comunicazioni. Rimane invece gravemente ferito il comandante, il quale riporta gravi lesioni alla testa e all'occhio sinistro. Quest'ultimo prima di perdere i sensi riesce almeno a inserire il pilota automatico. Nessun membro dei passeggeri è in grado di pilotare un aeroplano, così i comandi passano al capo delle assistenti di volo, Nancy Pryor. Nel frattempo vengono mobilitati tutti i mezzi di soccorso ed anche una squadra di emergenza, formata dal presidente della linea aerea proprietaria del Jumbo nonché dal fidanzato di Nancy, Alan Murdock. Il tempo stringe in quanto l'apparecchio vola troppo basso e rischia di sfracellarsi contro le montagne. Il rischio di uno schianto contro le pareti rocciose delle montagne viene evitato soltanto grazie ai suggerimenti del comandante, il quale parzialmente cosciente benché assolutamente inabile a riprendere i comandi del velivolo, riesce a spiegare alle hostess come fare per far riguadagnare quota all'aeromobile, e di Alan stesso, il quale è un ex istruttore di volo dei Boeing 747. La situazione tuttavia rimane critica poiché le assistenti di volo non sarebbero in grado di eseguire un atterraggio, e il carburante a bordo del 747 inizia inevitabilmente ad esaurirsi, anche a causa di una fuoriuscita di propellente sull’ala destra, a causa dello schianto del piccolo aereo.
Alan Murdock che è  un esperto pilota, ed in particolare conosce bene le caratteristiche del Boeing 747, grazie all'ausilio di un elicottero militare abbastanza veloce da mantenersi sopra la velocità di stallo del jumbo jet, con un vero e proprio trasbordo a mezz'aria (dopo un primo tentativo di un altro pilota che però non va a buon fine a causa dello sgancio del cavo di sostegno del medesimo causato da un rottame che ne provoca la caduta nel vuoto) riesce a raggiungere e penetrare nella cabina di pilotaggio dell'aeroplano tramite lo squarcio che si era aperto nell'incidente, riuscendo così a fare atterrare, sia pur con qualche difficoltà, l'aereo all'aeroporto di Salt Lake City, salvando in questo modo la vita a tutti i passeggeri a bordo.

## Produzione
Il set di Airport 1975 è stato riutilizzato numerose volte in diversi altri film (ad esempio, Elizabethtown), e lo si può notare in quanto sono presenti ancora i loghi "Columbia Airlines" a bordo. Il filmato del decollo è stato riutilizzato in seguito anche in Airport '77 con la modifica del logo "Columbia" sulla coda del velivolo.
L'esterno del film fu girato al Washington Dulles International Airport a Chantilly, Virginia. Charlton Heston seguì un corso di pilotaggio per Boeing 747 durante la produzione, e diverse scene lo mostrano effettivamente nel mentre pilota un vero e proprio 747.
La compagnia Columbia Airlines è il nome fittizio utilizzato nel film, l'aereo utilizzato era un Boeing 747-100 di American Airlines, registrato N9675, consegnato al vettore nel 1971. L'aeromobile fu però dipinto in livrea "Columbia Airlines" per questo film. L'aeromobile volò con American Airlines sia come aereo passeggeri che, più tardi, come aereo da trasporto. L'aeromobile, che in seguito è appartenuto alla United Parcel Service con il numero di registrazione N675UP, è fermo dal 2005 ed è conservato a Roswell in Nuovo Messico.
Linda Blair girò le sue parti in 3 giorni. Questo è stato l'ultimo film girato da Gloria Swanson, dopo 50 anni di carriera.
Il film venne trasmesso per la prima volta in tv il 20 settembre 1976, dal canale statunitense NBC.

## Accoglienza

### Incassi
Fu un enorme successo commerciale: con un budget di soli 3 milioni di dollari, ne incassò oltre 47.